# Pálinka de prune de Békés
Le pálinka de prune de Békés (en hongrois : békési szilvapálinka) est un pálinka hongrois traditionnel produit dans le comitat de Békés.